# 이문세의 라이브
《이문세의 라이브》는 SBS에서 하는 프로그램이다. 기획 의도는 스타 및 연예계 프로그램이다.

## 방송 시간
- 1997년 5월 19일 ~ 1997년 5월 22일 : 매주 월요일 ~ 목요일 저녁 19:05 ~ 20:25(1시간 20분)
- 1997년 5월 26일 ~ 1997년 6월 26일 : 매주 월요일 ~ 목요일 저녁 19:30 ~ 20:25 (55분)
- 1997년 6월 30일 ~ 1997년 7월 3일 : 매주 월요일 ~ 목요일 저녁 18:10 ~ 19:05(55분)
- 1997년 7월 7일 ~ 1997년 10월 22일 : 매주 월요일 ~ 수요일 저녁 18:35 ~ 19:30(55분)

## 평일 프로그램
- 월요일 : SOS 사랑통신
- 화요일 : 당신의 선택
- 수요일 : 실패탈출
- 목요일 : 쇼 테마파크

## 진행자
- 이문세